# HD 82943
Désignations
HD 82943 est une étoile de type spectral F9 V située à ∼ 90,1 a.l. (∼ 27,6 pc) du Soleil, dans la constellation de l'Hydre.
Par mesure de la vitesse radiale de l'étoile, deux exoplanètes géantes gazeuses ont été détectées autour de cette étoile : HD 82943 b et HD 82943 c. Ces deux planètes sont en résonance 2:1, c’est-à-dire que la planète intérieure boucle deux révolutions le temps que la planète extérieure en boucle une.
| Planète                         | Masse (MJ) | Demi-grand axe (UA) | Période orbitale (d) | Excentricité |
| ------------------------------- | ---------- | ------------------- | -------------------- | ------------ |
|                                 |            |                     |                      |              |
| HD 82943 c                      | ≥ 2,01     | 0,746               | 219,3                | 0,359        |
| HD 82943 b                      | ≥ 1,75     | 1,19                | 441,2                | 0,219        |
|                                 |            |                     |                      |              |
| Système planétaire de HD 82943. |            |                     |                      |              |

En 2001, un excès de lithium 6 a été détecté dans l'atmosphère de HD 82943. Cela témoignerait de l'engloutissement par l'étoile d'une de ses planètes.